# Glicinina
La glicinina è una proteina globulare vegetale contenuta nei semi di soia, nei quali si accumula in forma cristallina nei cosiddetti granuli proteici di riserva. Costituisce circa il 35% del contenuto proteico totale della soia ed esiste sotto forma di esamero con peso molecolare compreso tra 300-380 kDa.